# Cyphostemma tisserantii
Cyphostemma tisserantii är en vinväxtart som beskrevs av Descoings. Cyphostemma tisserantii ingår i släktet Cyphostemma och familjen vinväxter. Inga underarter finns listade i Catalogue of Life.